# Johannes Dörrast
Johannes Dörrast war ein deutscher Anführer der Jugendbewegung und ein Aktivist für Schwulenrechte.

## Aktivismus der Jugendbewegung und Verhaftung
Während der Weimarer Republik engagierte sich Dörrast in der Deutschen Jugendbewegung und produzierte in den 1930er Jahren eine Zeitschrift für die Bewegung. Nach dem Zweiten Weltkrieg arbeitete Dörrast als Sekretär für die westdeutschen Pfadfinder, bis er verhaftet wurde, weil er gegen § 175 verstoßen hatte, das Gesetz, das Sex zwischen Männern unter Strafe stellte.

## Aktivismus für Schwulenrechte
1951 engagierte sich Dörrast in der Homophilenbewegung in Deutschland und gründete im Mai 1951 eine Schwulenrechtsorganisation, den Club der Freunde. Im selben Monat veröffentlichte er die erste Ausgabe von Die Freunde, die eine „Kurzgeschichte über ein sexuelles Abenteuer ... Bilder von nackten Männern, die laufen und Sport treiben, einen Essay über männliche Schönheit und einen zweiten Essay über eine kantische Kritik des § 175“. Einige Mitglieder von Die Freunde hatten bereits Erfahrungen mit der ersten homosexuellen Emanzipationsbewegung in der Weimarer Republik.
Als Chefredakteur von Die Freunde wurde Dörrast wiederholt nach dem Schund- und Schmutzgesetz strafrechtlich verfolgt. Selbst als er alle Bilder von nackten Männern aus dem Magazin entfernte, wurde das Magazin von der Stadtverwaltung verboten, per Post zugestellt zu werden. Dörrast benannte die Zeitschrift in Freond um. Diese Umbenennung war jedoch erfolglos und das Magazin war 1952 nicht mehr lebensfähig.